# 迪思科
迪思科（日语： Kabushiki-gaisha Disuko）是一家专注于半导体器件制造的的上市公司。该公司的主营业务包括：精密研削切割设备的制造、销售、维修、保养、拆卸再利用、租赁和二手设备的买卖；精密研削切割设备操作与维修保养的培训；精密加工工具的制造与销售；精密零部件的有偿加工服务等。該公司在2024年4月1日開始成為日經平均指數成份股之一。

## 概要
迪思科的前身是于1937年在日本广岛县吳市成立的“第一制砥所”（之后迁至东京大田区大森），并在1956年成为日本国内首家完成热固性树脂砥石制造的企业。公司在1977年更名为“DISCO Cooperation”，DISCO 是前公司名称（Dai-Ichi Seitosho CO, Ltd.）的英文缩写。公司于1999年在东京证券交易所一部上市。根据媒体的报道，截至2021年，迪思科公司在半導體電子零件研磨、切割、拋光領域排名世界第一。